# Astrid Whettnall
Pour les articles homonymes, voir Whettnall.
 (août 2022).
Si vous disposez d'ouvrages ou d'articles de référence ou si vous connaissez des sites web de qualité traitant du thème abordé ici, merci de compléter l'article en donnant les références utiles à sa vérifiabilité et en les liant à la section « Notes et références ».
Astrid de Schooten-Whettnall, mieux connue comme Astrid Whettnall, née 17 mars 1971 à Uccle, Belgique, est une actrice et scénariste belge.

## Biographie
Astrid Whettnall est née 17 mars 1971 à Uccle, en Belgique.
Après s'être formée à la Kleine Academie à Bruxelles et au Cours Raymond Girard à Paris, elle intègre la troupe du théâtre de Levallois-Perret.
Elle commence alors à jouer dans des mises en scènes de Francis Besson, Max Naldini ou Guy Moign, avant de répondre à l'appel du cinéma.

### Famille
Astrid Whettnall est la fille du comte Charles-Albert Ullens de Schooten-Whettnall (1927-2006) et de la comtesse Madeleine Bernadotte (1938). Par son père, elle descend du comte Jean Ullens (1897-1950) et de la baronne Marie-Thérèse Wittouck (1905-1989) et, par sa mère, elle est la petite-fille du prince Carl Bernadotte (1911-2003) et de la comtesse Elsa von Rosen (1904-1991), ainsi que l'arrière-petite-fille de Charles de Suède (1861-1951) et d'Ingeborg de Danemark (1878-1958).

### Vie privée
Elle est mariée au réalisateur, Lionel Jadot depuis 1996. Ils ont trois filles, Victoria Jadot, comédienne et réalisatrice, née en 1997, Joséphine Jadot, née en 1999, et Milla Jadot, née en 2005.

### Carrière
On la retrouve d'abord dans les courts métrages de Lionel Jadot (Ysé, Sisters, Conduite Intérieure).
Le cinéma belge lui offre ses premières apparitions au cinéma notamment dans Le monde nous appartient de Stephan Streker, Fils unique de Miel Van Hoogenbemt (présenté au Arras Film Festival en 2011).
Après Little Glory, de Vincent Lannoo, ce dernier lui fait jouer le rôle principal dans Au nom du fils (présenté au FIFF en 2012), ce qui lui vaut d’être nommée pour le Magritte de la meilleure actrice en 2014. Le film lui donne une visibilité internationale et la mène dans de nombreux festivals à travers le monde.
Dès lors, les tournages s’enchaînent, sous la direction notamment de Costa-Gavras, Claude Lelouch, Benoît Mariage et Jalil Lespert ou encore Xavier Giannoli.
En 2016, elle tourne avec Rachid Bouchareb dans La route d'Istanbul présenté au Festival de Berlin de la même année.
L'année suivante, elle est à l'affiche du film de Gabriel Le Bomin, Nos patriotes, aux côtés de Marc Zinga et dans la série de Canal+ Baron noir.

## Filmographie

### Cinéma

#### Longs métrages
- 2011 : Fils unique de Miel Van Hoogenbemt : Jade
- 2012 : Il était une fois, une fois de Christian Merret-Palmair
- 2012 : La Vie d'une autre de Sylvie Testud : Maître Simono
- 2012 : Au nom du fils de Vincent Lannoo : Élisabeth
- 2012 : Le Capital de Costa-Gavras : Marilyne Gauthier
- 2012 : Little Glory de Vincent Lannoo : Monica Wabski
- 2012 : Le monde nous appartient de Stephan Streker : La joueuse anonyme
- 2013 : La Confrérie des larmes de Jean-Baptiste Andrea : La femme
- 2013 : Moroccan Gigolos d'Ismaël Saidi : Geneviève
- 2014 : Les Rayures du zèbre de Benoît Mariage : L'ex-femme de José
- 2014 : Salaud, on t'aime de Claude Lelouch : Astrid
- 2014 : Yves Saint Laurent de Jalil Lespert : Yvonne De Peyerimhoff
- 2014 : Être de Fara Sene : La mère d'Esther
- 2015 : Marguerite de Xavier Giannoli : Françoise Bellaire
- 2015 : Johnny Walker de Kris De Meester : Sharon
- 2015 : Graziella de Mehdi Charef
- 2016 : La Route d'Istanbul de Rachid Bouchareb : Élisabeth
- 2017 : Nos patriotes de Gabriel Le Bomin : Louise d'Héricourt
- 2018 : Frères ennemis de David Oelhoffen : La chef des stups
- 2019 : Le Mystère Henri Pick de Rémi Bezançon : Inès de Crécy
- 2021 : Sans soleil de Banu Akseki : Emmanuelle
- 2022 : Last Dance de Delphine Lehericey : Catherine
- 2022 : Le Tigre et le Président de Jean-Marc Peyrefitte : Germaine Deschanel
- 2024 : Le Salaire de la peur de Julien Leclercq : Anne Marchand
- 2024 : Quitter la nuit de Delphine Girard : La juge

#### Courts métrages
- 2005 : Ysé de Lionel Jadot : Ysé
- 2006 : Sisters de Lionel Jadot
- 2008 : Have a Nice Day Honey de Lionel Jadot
- 2008 : Joe de Rachel Lang et Celia Dessardo
- 2010 : Conduite intérieure de Lionel Jadot : Sylvie
- 2010 : L'Heure bleue de Michaël Bier et Alice De Vestele : La femme de soins
- 2011 : L'Attrape-rêves de Léo Médard : Linda
- 2012 : Le Garçon impatient de Bernard Garant : Rosy
- 2012 : Maman de Paul-Emile Baudour
- 2014 : Le Zombie au vélo de Christophe Bourdon : La conseillère Axe Emploi
- 2014 : Javotte de Sarah Hirtt : Lucie
- 2021 : Izigo de Manuel Coeman
- 2021 : Motherless Child de Sophie Marechal

### Télévision

#### Séries télévisées
- 2009 : À tort ou à raison : Johanna Aubert
- 2011 : Interpol : Catherine Jansen
- 2014 : The Missing : Sylvie Deloix
- 2014 : Crossing Lines : Mme Blanc
- 2016 - 2020 : Baron noir : Véronique Bosso
- 2019 : Into the Night : Gabrielle Renoir
- 2021 : Les Disparus de la Forêt-Noire : Birgit Scholtz
- 2023 - 2024 : De Grâce : Laurence Leprieur
- 2025 : La Rebelle : Les Aventures de la jeune George Sand de Rodolphe Tissot : Sophie Dupin

#### Téléfilms
- 2008 : Facteur chance de Julien Seri : La maîtresse de Marc
- 2011 : Valparaiso de Jean-Christophe Delpias : La présidente de la commission d'enquête
- 2012 : La Solitude du pouvoir de Josée Dayan : Ariane
- 2012 : À tort ou à raison d' Alain Brunard : Johanna Aubert
- 2013 : Le Silence des églises d'Edwin Baily : Sophie Goffin
- 2013 : Les Déferlantes d'Éléonore Faucher : Allison Gray
- 2019 : Tout contre elle de Gabriel Le Bomin : Hélène Dewallon
- 2020 : Meurtres à Toulouse de Sylvie Ayme : Isabelle Barutel

### Scénariste
- 2010 : Hôtel nuptial (long métrage)

## Théâtre
- 2002 : Marie Dorval de Michel Mourlet, mise en scène de Michel Mourlet
- 2003 : Inventaire de Philippe Minyana, mise en scène de Francis Besson
- 2003 : Feminin Zoo Concept, mise en scène de Lila Verdi
- 2006 : Welcome à Duglato de Max Naldini, mise en scène de Guy Moign
- 2007 : Alice au pays des merveilles, mise en scène de David Sonnenbluck
- 2007 : Souffle couple qui s'accouple de Pierre Albert Birot, mise en scène de Monique Dorsel
- 2007 : Chant d'urnes de Pascale de Visscher, mise en scène de Monique Lenoble

## Distinctions

### Récompenses
- Festival du court métrage de Puteaux 2012 : Meilleure actrice pour L'Attrape-rêves
- Méliès d'or 2013 pour Au nom du fils
- Festival du Brésil[Lequel ?] 2014 : Meilleure actrice pour Au nom du fils
- Magritte 2017 : Meilleure actrice pour La route d'Istanbul, à égalité avec Virginie Efira dans Victoria[2]

### Nominations
- Magritte 2014 : Meilleure actrice pour Au nom du fils